# Ка ди Мањано (Перуђа)
Ка ди Мањано је насеље у Италији у округу Перуђа, региону Умбрија.
Према процени из 2011. у насељу је живело 25 становника. Насеље се налази на надморској висини од 402 м.